# Chewia
Chewia is een geslacht van kevers uit de familie bladsprietkevers (Scarabaeidae). Het geslacht werd voor het eerst wetenschappelijk beschreven in 2004 door Legrand.

## Soorten
- Chewia miniata Legrand, 2004